# Resolutie 332 Veiligheidsraad Verenigde Naties
Resolutie 332 van de Veiligheidsraad van de Verenigde Naties werd aangenomen op 21 april 1973. Dit gebeurde met elf stemmen voor en vier onthoudingen van China, Guinee, de Sovjet-Unie en de Verenigde Staten. De resolutie veroordeelde opnieuw de aanvallen van Israël op Zuidelijk Libanon.

## Achtergrond
Israël was begonnen met aanvallen op Libanees grondgebied nadat de
Palestijnse Bevrijdingsorganisatie (PLO) vanuit de vluchtelingenkampen aldaar
Israël begon aan te vallen. Ondanks de meermaals herhaalde eis van de Verenigde
Naties om zich terug te trekken, bleef dit geweld doorgaan.
Op 10 april 1973 waren Israëlische commando's vanop zee ten zuiden van Beiroet geland en met burgerauto's de stad ingereden, waar ze verschillende gebouwen hadden opgeblazen en daarbij drie PLO-leiders gedood. In totaal kwamen twaalf mensen om en 29 werden verwond.
Tijdens de discussie van Libanons klacht, vroeg Egypte dat een overzicht zou worden gemaakt van de inspanningen die de Verenigde Naties al hadden geleverd in de Midden Oostenkwestie in het algemeen. Die vraag leidde eerst tot resolutie 331.
Een vierde operationele alinea waarschuwde Israël dat de Veiligheidsraad verdere stappen zou kunnen nemen als er nog aanvallen zouden volgen, maar deze werd geschrapt. Ook een amendement dat landen opriep geen steun te verlenen die dergelijke aanvallen aanmoedigde of een vreedzame oplossing in de weg stond haalde het niet.

## Inhoud
De Veiligheidsraad:
- Heeft de agenda in document S/Agenda/1705 beschouwd.
- Neemt akte van de brief van Libanon.
- Heeft de verklaringen van de vertegenwoordigers van Libanon en Israël gehoord.
- Betreurt de doden.
- Is erg bezorgd over de verslechterende situatie die het gevolg is van het schenden van zijn resoluties.
- Betreurt alle recente gewelddaden met onschuldige doden en gevaar voor het internationale vliegverkeer als gevolg.
- Herinnert aan het wapenstilstandsakkoord tussen Israël en Libanon van 23 maart 1949 en het staakt-het-vuren dat werd vastgelegd in de resoluties 233 en 234.
- Herinnert aan de resoluties 262, 270, 280 en 316.

1. Betreurt en veroordeelt alle geweld waardoor onschuldige doden vallen.
2. Veroordeelt de herhaaldelijke Israëlische aanvallen op en schendingen van de soevereiniteit van Libanon.
3. Roept Israël op om af te zien van alle militaire aanvallen op Libanon.

Lijst ·  325 ·  326 ·  327 ·  328 ·  329 ·  330 ·  331 ·  332 ·  333 ·  334 ·  335 ·  336 ·  337 ·  338 ·  339 ·  340 ·  341 ·  342 ·  343 ·  344